# Platanthera hookeri
Platanthera hookeri là một loài thực vật có hoa trong họ Lan. Loài này được (Torr.) Lindl. miêu tả khoa học đầu tiên năm 1835.

## Hình ảnh

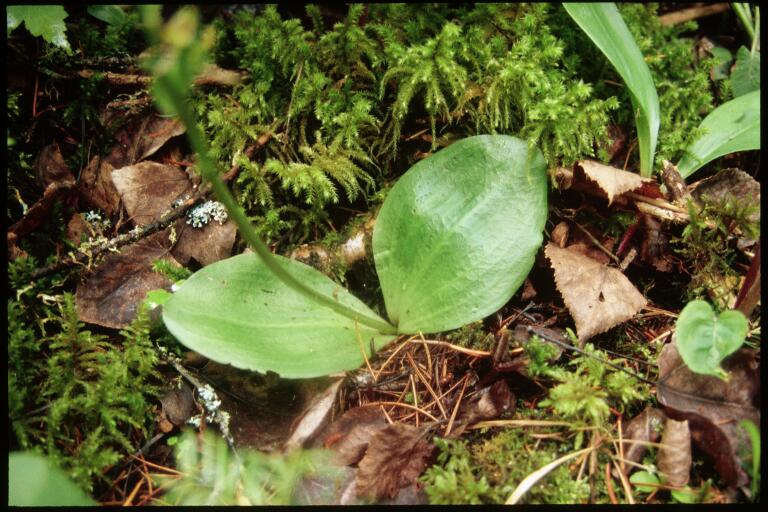
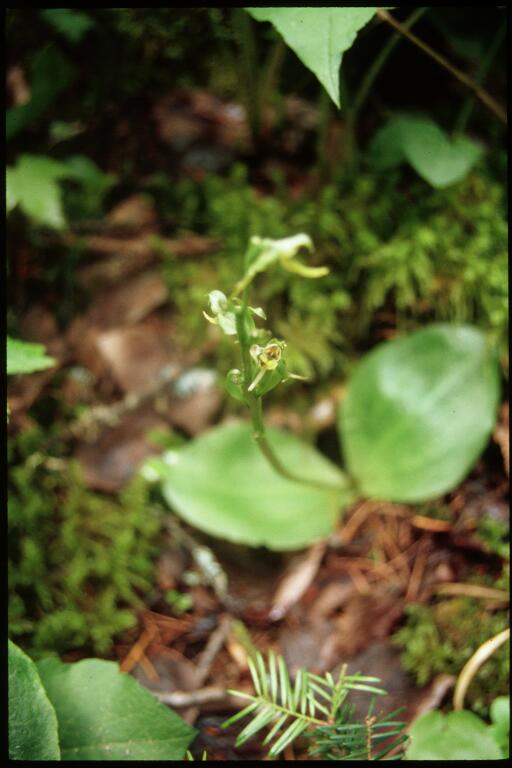
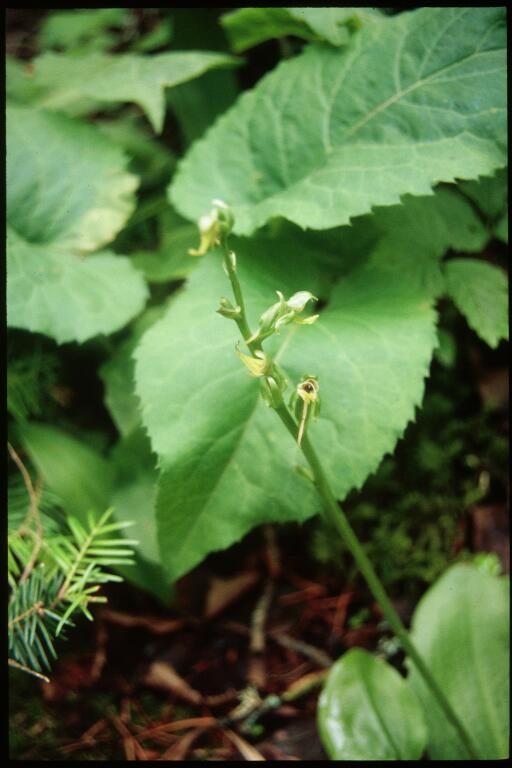
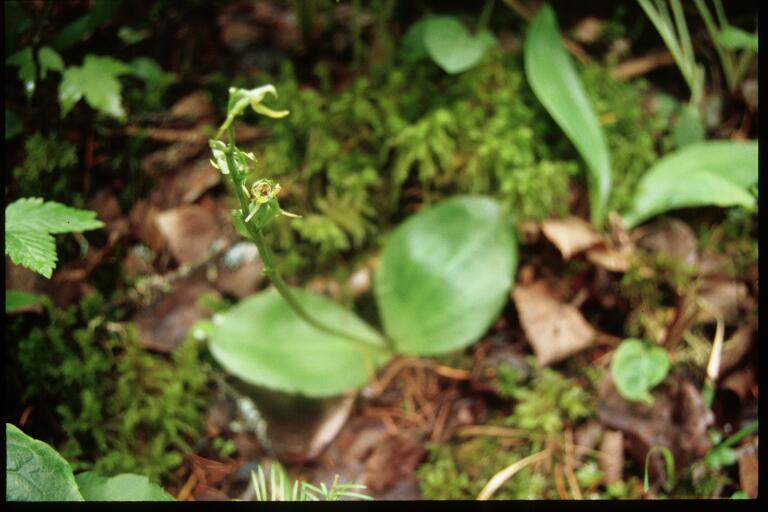